# Штайнфельд (Рейнланд-Пфальц)
Штайнфельд (нім. Steinfeld) — громада в Німеччині, розташована в землі Рейнланд-Пфальц. Входить до складу району Південний Вайнштрассе. Складова частина об'єднання громад Бад-Бергцаберн.
Площа — 14,88 км2. Населення становить 1820 ос. (станом на 31 грудня 2020).

## Галерея

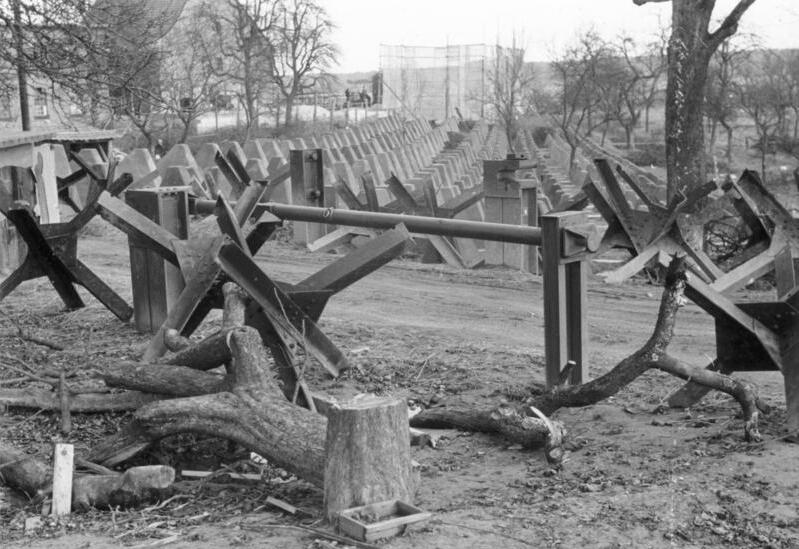
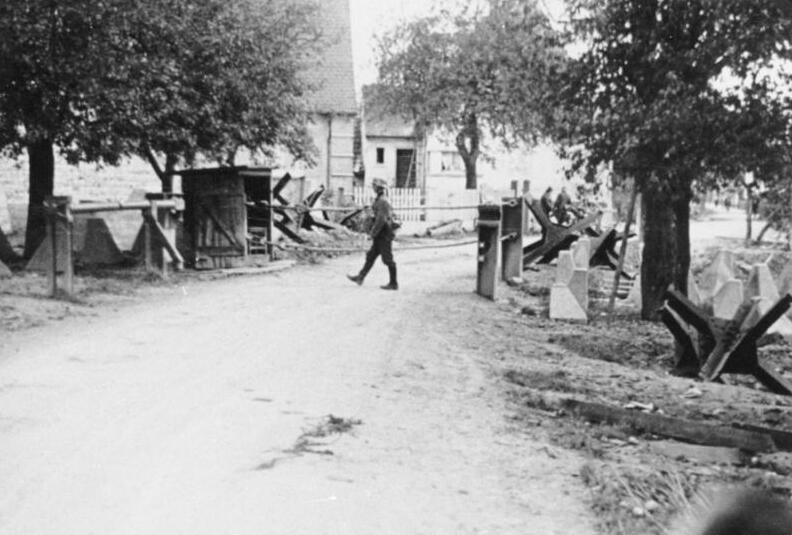
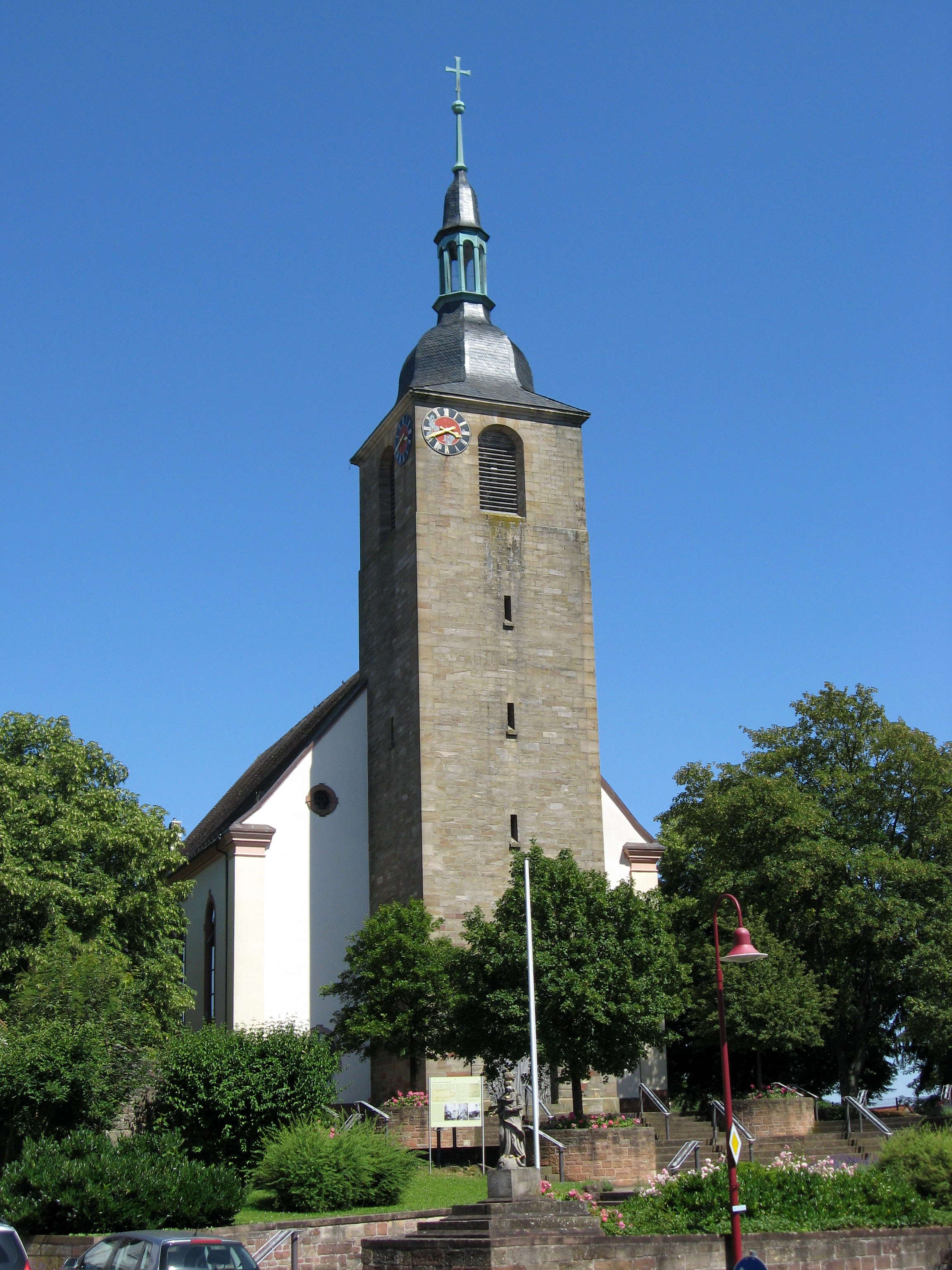